# Соколки (Белокатайский район)
Соколки (баш. Соҡалы) — село в Белокатайском районе Башкортостана, относится к Новобелокатайскому сельсовету.

## География
Село стоит при одноименной реке Сокалы, приток р. Большой Ик. При селении протекала р. Рощелга. Рядом находится Белокатайское водохранилище объёмом 1,2 млн. кубометров на реке Большой Ик, введённый в строй в 2002 году.

## История
Село образовали крестьяне-переселенцы из с. Емаши в 1888 г. 
В конце XIX — начале XX веков в селе были кузницы, молитвенный дом, часовня, школа. В 1920-е годы Соколки входили в Старобелокатайскую волость, с 1930 года — в Белокатайский район.

## Население
| 2002 | 2009 | 2010 |
| ---- | ---- | ---- |
| 302  | ↘292 | ↘256 |

Национальный состав
Согласно переписи 2002 года, преобладающая национальность — русские (95 %).

## Географическое положение
Расстояние до:
- районного центра (Новобелокатай): 6 км,
- центра сельсовета (Новобелокатай): 6 км,
- ближайшей ж/д. станции (Ункурда): 42 км

## Инфраструктура
- Детский оздоровительный лагерь «Солнечный».